# Wymyślin
Wymyślin – wieś w Polsce położona w województwie kujawsko-pomorskim, w powiecie lipnowskim, w gminie Kikół.
W latach 1975–1998 miejscowość administracyjnie należała do województwa włocławskiego.
Miejscowości o nazwie zbliżonej brzmieniem do nazwy Wymyślin: Wymysłowo, Wymysłów